# Enrico Carattoni
Enrico Carattoni (* 18. Mai 1985 in Borgo Maggiore) ist ein Politiker aus San Marino. Er war ab dem 1. Oktober 2017 gemeinsam mit Matteo Fiorini Capitano Reggente (Staatsoberhaupt) von San Marino.

## Leben
Carattoni schloss 2010 sein Jurastudium an der Universität Bologna ab und ist als Anwalt und Notar tätig.
Carattoni wurde 2007 in den Vorstand (Consiglio Direttivo) des PSD gewählt, 2008 wurde er Sekretär der Giovani Socialisti e Democratici, der Jugendorganisation des PSD. im Vorfeld der Parlamentswahl 2016 schloss er sich der neugegründeten Sinistra Socialista Democratica (SSD) an und wurde ihr Sprecher.
Er wurde 2003 in den Gemeinderat (Giunta di Castello) der Hauptstadt San Marino gewählt. Er wurde 2009 wiedergewählt und war von 2009 bis 2014 Sekretär des Gemeinderats.
Bei der Parlamentswahl 2012 kandidierte er auf der Liste des Partito dei Socialisti e dei Democratici (PSD), verfehlte jedoch den Einzug in den Consiglio Grande e Generale. Von 2013 bis 2015 war er Mitglied in der Commissione di Vigilanza. Im Mai 2015 rückte er für den zurückgetretenen Stefano Macina ins Parlament nach. Er wurde Mitglied im Gesundheitsausschuss.
Bei der vorgezogenen Parlamentswahl Ende 2016 wurde Carattoni auf der Liste der SSD in den Consiglio Grande e Generale wiedergewählt. Die SSD ist Mitglied der in der Stichwahl vom 4. Dezember siegreichen Koalition Adesso.sm, die die Regierung stellt. Carattoni wurde Mitglied im Finanzausschuss.
Vom 1. Oktober 2017 bis 31. März 2018 war er gemeinsam mit Matteo Fiorini Capitano Reggente (Staatsoberhaupt).